# Anișoara Dobre-Bălan
Anișoara Dobre-Bălan (n. 1 iulie 1966, Liteni, România) este o canotoare română, laureată cu bronz la Seul 1988 și cu argint la Barcelona 1992.